# Altoparadisium scabrum
Altoparadisium scabrum är en gräsart som först beskrevs av Pilg. och João Geraldo Kuhlmann, och fick sitt nu gällande namn av Filg., Davidse, Zuloaga och Osvaldo Morrone. Altoparadisium scabrum ingår i släktet Altoparadisium och familjen gräs.

## Underarter
Arten delas in i följande underarter:
- A. s. bolivianum
- A. s. rupestre